# فرودگاه روستوک-لاگه
فرودگاه روستوک-لاگه (به آلمانی: Flughafen Rostock-Laage) یک فرودگاه همگانی با کد یاتا RLG است که یک باند فرود سنگفرش دارد و طول باند آن ۲۵۰۰ متر است. این فرودگاه در شهر روستوک کشور آلمان قرار دارد و در ارتفاع ۴۲ متری از سطح دریا واقع شده‌است.

## شرکت‌های هواپیمایی و مقصدهای پروازی
The following airlines operate regular scheduled and charter flights at Rostock Airport:
| شرکت‌های هواپیمایی | مقصدهای پروازی |
| ----------------- | --- |
| بی‌ام‌آی رجیونال    | مونیخ، اشتوتگارت (آغاز از ۲۸ اکتبر ۲۰۱۷)                                                                                                   |
| یورو وینگز        | اشتوتگارت (پایان در ۲۷ اکتبر ۲۰۱۷) |
| جرمنیا            | آنتالیا، فوئرته‌ونتورا، گرن کناریا، غردقه، لانزاروته، تنریف جنوبی فصلی: بورگاس، هراکلین، جزیره کوس، پالما د مایورکا، رود، وارنا، وین، زوریخ |
| Neos              | فصلی: میلانو مالپنسا (پایان در ۸ سپتامبر ۲۰۱۷)                                                                                             |
| انور ایر          | فصلی: آنتالیا (آغاز از ۱۰ اکتبر ۲۰۱۷; ends ۲۴ اکتبر ۲۰۱۷)                                                                                  |

Additionally, the airport is frequently used for non-public cruiseship charter flights to and from Southern Europe to carry passengers travelling to and from the nearby port of وارنمونده. The nearest major international airports are برلین تگل ۱۹۰ کیلومتر (۱۲۰ مایل) to the south and هامبورگ ۲۰۰ کیلومتر (۱۲۰ مایل) to the west.